# Randolph (Iowa)
Randolph és una població dels Estats Units a l'estat d'Iowa. Segons el cens del 2000 tenia 209 habitants.

## Demografia
Segons el cens del 2000, Randolph tenia 209 habitants, 82 habitatges, i 59 famílies. La densitat de població era de 252,2 habitants/km².
Dels 82 habitatges en un 34,1% hi vivien nens de menys de 18 anys, en un 58,5% hi vivien parelles casades, en un 11% dones solteres, i en un 28% no eren unitats familiars. En el 23,2% dels habitatges hi vivien persones soles el 7,3% de les quals corresponia a persones de 65 anys o més que vivien soles. El nombre mitjà de persones vivint en cada habitatge era de 2,55 i el nombre mitjà de persones que vivien en cada família era de 2,97.
Per edats la població es repartia de la següent manera: un 28,2% tenia menys de 18 anys, un 5,7% entre 18 i 24, un 24,4% entre 25 i 44, un 28,7% de 45 a 60 i un 12,9% 65 anys o més.
L'edat mediana era de 38 anys. Per cada 100 dones de 18 o més anys hi havia 92,3 homes.
La renda mediana per habitatge era de 34.861 $ i la renda mediana per família de 36.500 $. Els homes tenien una renda mediana de 27.273 $ mentre que les dones 20.417 $. La renda per capita de la població era de 13.925 $. Entorn del 7,6% de les famílies i el 14,3% de la població estaven per davall del llindar de pobresa.

## Poblacions més properes
El següent diagrama mostra les poblacions més properes.